# 3000人の吹奏楽
3000人の吹奏楽（さんぜんにんのすいそうがく）は、1961年（昭和36年）から2023年（令和5年）まで初夏（主に6月下旬の土・日曜日）に関西地方の野球場（阪急西宮球場→京セラドーム大阪）で断続的に開かれていた大規模なマーチングイベント。関西テレビ放送と3000人の吹奏楽実行委員会による共催イベントで、大阪府・兵庫県・池田市・大阪市・豊中市・箕面市・泉南市・尼崎市・淡路市・洲本市・南あわじ市が教育委員会と合わせて後援していたほか、公益財団法人の日本ユニセフ協会と関西・大阪21世紀協会も後援に名を連ねていた。
第1回の名称は「春の吹奏楽～1000人の合同演奏～」だったが、参加団体の増加に伴って、翌1962年（昭和37年）の第2回から「2000人の吹奏楽」に変更。1989年（平成元年）の第29回以降は、「3000人の吹奏楽」との名称が定着していた。

## 歴史
第1回から長らく、宝塚歌劇団の内海重典が構成と演出を担当。関西テレビ放送の現職アナウンサーが司会を代々務めていて、最終盤には関純子と堀田篤が担当していた。ちなみに同局では、イベントの模様を収録したうえで編集したダイジェスト映像を、毎回の開催後に関西ローカル向けの特別番組（またはレギュラー番組内の特集コーナー）で放送していた。
第1回から阪急西宮球場を会場に使用していたが、同球場が2002年に閉鎖（後に解体）されてからは、会場を京セラドーム大阪に移していた。また、西宮球場を使用していた当初は毎年5月頃に開催していたが、後に6月第3土曜日の開催が定着。会場を京セラドームに移してからは、6月の下旬に組まれていたものの、開催日が第3土曜日とは限らなかった。
開催の当初は、西宮球場が所在する阪神地区の学校や団体が主に参加。当時発行されていたプログラムには、宝塚歌劇団、陸上自衛中部方面音楽隊、第3音楽隊、阪急百貨店吹奏楽団、阪急少年音楽隊といった団体の名前も見られたという。
1993年（平成5年）の第33回で5034人によるマーチングを敢行したところ、「世界最大のマーチングバンド」としてギネス・ワールド・レコーズに掲載された（この記録は後に更新）。その一方で、1995年（平成7年）の第35回は、例年より遅く8月の末に開催された。この年の1月17日に発災した阪神・淡路大震災が、阪神地区に甚大な被害をもたらしていたことによる。
会場を京セラドーム大阪へ移してからは、関西地方の小学校、中学校、高校、大学の吹奏楽部やマーチングバンドなどが参加。また、タケモトピアノが協賛扱いで冠スポンサーに付いていた。2011年（平成23年）までは、かつて西宮球場を使用していた関西テレビ主催の「キンダーフェスティバル」も、ハウス食品の協賛で「3000人の吹奏楽」の前日に京セラドームで開催している。
2019年（令和元年）は、京セラドームの所在する大阪市内でのG20大阪サミット開催（6月28・29日）に際して、交通関連などの規制が同月中に市内で敷かれたことを踏まえて中止を決定。2020年（令和2年）以降も、日本国内で新型コロナウィルス感染症（COVID-19）が流行していることを背景に、感染の拡大を防ぐ目的で2022年（令和4年）まで開催を見合わせていた。
2023年（令和5年）6月24日に、カンテレ（関西テレビ放送）の開局65周年記念企画の一環として、京セラドーム大阪で5年振りに開催。同局では「3000人の吹奏楽」をこの年の第59回で終了することを決めていたため、実際には「3000人の吹奏楽ファイナル」という名称で催された。

### 開催履歴
| 回数          | 年月日                    | テーマ                                                        | 参 加 団体数 | 参加 人数 |
| ------------- | ------------------------- | ------------------------------------------------------------- | ------------ | --------- |
| 第1回         | 1961年（昭和36年）4月29日 | 合同演奏曲 「春の吹奏楽」                                     | 21団体       | 1000人    |
| 第2回         | 1962年（昭和37年）5月12日 | 合同演奏曲 大序曲「1812年」                                   | 30団体       | 1709人    |
| 第3回         | 1963年（昭和38年）7月13日 | 合同演奏曲 狂詩曲「ジェリコ」                                 | 32団体       | 2136人    |
| 第4回         | 1964年（昭和39年）5月23日 | 合同演奏曲 大序曲「1812年」                                   | 28団体       | 2970人    |
| 第5回         | 1965年（昭和40年）6月5日  | 合同演奏曲 交響詩「日本のあゆみ」                             | 49団体       | 2300人    |
| 第6回         | 1966年（昭和41年）6月25日 | 合同演奏曲 交響詩「タルサ」                                   | 44団体       | 2100人    |
| 第7回         | 1967年（昭和42年）6月17日 | 世界はひとつ                                                  | 47団体       | 2300人    |
| 第8回         | 1968年（昭和43年）6月22日 | 若人の祭典                                                    | 40団体       | 2274人    |
| 第9回         | 1969年（昭和44年）6月7日  | 美しき日本                                                    | 47団体       | 2012人    |
| 第10回記念    | 1970年（昭和45年）6月20日 | 世界の広場                                                    | 46団体       | 2976人    |
| 大阪万博 出場 | 1970年（昭和45年）8月29日 | EXPO'70・お祭り広場                                           | 30団体       | 1633人    |
| 第11回        | 1971年（昭和46年）5月29日 | 楽しいミュージック・ボックス                                  | 34団体       | 2470人    |
| 第12回        | 1972年（昭和47年）5月27日 | 世界のカーニバル                                              | 28団体       | 2200人    |
| 第13回        | 1973年（昭和48年）5月12日 | '73の世界                                                     | 32団体       | 2480人    |
| 第14回        | 1974年（昭和49年）6月22日 | カーニバル                                                    | 37団体       | 2146人    |
| 第15回        | 1975年（昭和50年）6月21日 | 美しき日本                                                    | 54団体       | 1410人    |
| 第16回        | 1976年（昭和51年）6月19日 | 吹奏楽でつづるアメリカ建国200年                               | 40団体       | 2500人    |
| 第17回        | 1977年（昭和52年）6月18日 | 世界の名作曲家を偲んで                                        | 44団体       | 2168人    |
| 第18回        | 1978年（昭和53年）6月17日 | 関西テレビ開局20周年記念 グリーンフィールドに謳うみどりの青春 | 40団体       | 2148人    |
| 第19回        | 1979年（昭和54年）6月23日 | 国際児童年に寄せて                                            | 47団体       | 2138人    |
| 第20回記念    | 1980年（昭和55年）6月21日 | 栄光の祭典                                                    | 41団体       | 2049人    |
| 第21回        | 1981年（昭和56年）6月20日 | マーチ オン マーチ'81                                         | 39団体       | 1995人    |
| 第22回        | 1982年（昭和57年）6月19日 | ビートにのってクラシック                                      | 47団体       | 1945人    |
| 第23回        | 1983年（昭和58年）6月25日 | 華麗なるマーチング                                            | 42団体       | 1871人    |
| 第24回        | 1984年（昭和59年）9月8日  | リズムの祭典                                                  | 42団体       | 1891人    |
| 第25回        | 1985年（昭和60年）6月22日 | 国際青年年・海を越える握手                                    | 46団体       | 1858人    |
| 第26回        | 1986年（昭和61年）6月28日 | ミュージック・コラージュ                                      | 48団体       | 1778人    |
| 第27回        | 1987年（昭和62年）4月25日 | 春のファンタジー                                              | 47団体       | 1713人    |
| 第28回        | 1988年（昭和63年）6月26日 | 関西テレビ開局30周年記念 2000人の吹奏楽スペシャル ザ・リバー  | 89団体       | 3977人    |
| 第29回        | 1989年（平成元年）6月17日 | 世界映画音楽集                                                | 61団体       | 2285人    |
| 第30回記念    | 1990年（平成2年）6月16日  | 美しき自然                                                    | 61団体       | 2540人    |
| 花の万博 出場 | 1990年（平成2年）8月28日  | IN EXPO 1990（イベント広場）                                  | 27団体       | 2000人    |
| 第31回        | 1991年（平成3年）6月15日  | マーチング・プリズム                                          | 62団体       | 3015人    |
| 第32回        | 1992年（平成4年）6月20日  | ドリーム・オブ・ドリーム                                      | 75団体       | 3226人    |
| 第33回        | 1993年（平成5年）6月20日  | マーチ マーチ マーチ                                          | 88団体       | 5034人    |
| 第34回        | 1994年（平成6年）6月18日  | 関西国際空港開港記念 ビバ！テイクオフ                         | 66団体       | 2741人    |
| 第35回        | 1995年（平成7年）8月30日  | 限りなき前進                                                  | 89団体       | 4773人    |
| 第36回        | 1996年（平成8年）6月22日  | 映画100年                                                     | 60団体       | 2485人    |
| 第37回        | 1997年（平成9年）6月21日  | ザッツ・イベント                                              | 65団体       | 2637人    |
| 第38回        | 1998年（平成10年）6月20日 | 関西テレビ開局40周年記念 ミュージック・ジャングル             | 65団体       | 2633人    |
| 第39回        | 1999年（平成11年）6月19日 | 20世紀の名曲を                                                | 65団体       | 2871人    |
| 第40回記念    | 2000年（平成12年）6月24日 | 40年 響いて 21世紀へ                                          | 75団体       | 3174人    |
| 第41回        | 2001年（平成13年）6月23日 | The Marching Show 2001～私たちのメッセージ～                  | 73団体       | 3165人    |
| 第42回        | 2002年（平成14年）6月22日 | ヤングパワー2002～私たちのメッセージ～                        | 79団体       | 3295人    |
| 第43回        | 2003年（平成15年）6月28日 | 新たなる感動をドームで!                                       | 93団体       | 3789人    |
| 第44回        | 2004年（平成16年）6月19日 | 元気いっぱい ドームで満開!                                    | 87団体       | 3863人    |
| 第45回        | 2005年（平成17年）6月26日 | ハッピーブラスin大阪ドーム サファイアの響き                   | 89団体       | 3958人    |
| 第46回        | 2006年（平成18年）6月25日 | ドームに集うオンリーワン                                      | 91団体       | 4318人    |
| 第47回        | 2007年（平成19年）6月24日 | ドームに咲かそう 友情の華                                     | 85団体       | 3994人    |
| 第48回        | 2008年（平成20年）6月22日 | 関西テレビ放送開局50周年記念 未来へ～歌いつなごう日本のうた   | 79団体       | 3787人    |
| 第49回        | 2009年（平成21年）6月21日 | ～夢いっぱい～歌いつなごう世界のうた                          | 76団体       | 3500人    |
| 第50回記念    | 2010年（平成22年）6月27日 | 第50回記念スペシャル 「(合同演奏曲)大序曲『1812年』」         | 75団体       | 3585人    |
| 第51回        | 2011年（平成23年）6月26日 | スタートライン                                                | 71団体       | 3543人    |
| 第52回        | 2012年（平成24年）6月23日 | ドームに響け!心のハーモニー                                   | 70団体       | 3553人    |
| 第53回        | 2013年（平成25年）6月22日 | ドームでGo!Go!仲間と共に                                      | 69団体       | 3782人    |
| 第54回        | 2014年（平成26年）6月28日 | 未来へキックオフ!                                             | 75団体       | 4330人    |
| 第55回        | 2015年（平成27年）6月20日 | 集まれ！最高の仲間たち                                        | 75団体       | 3951人    |
| 第56回        | 2016年（平成28年）6月25日 | 愛と平和と音楽と                                              | 75団体       | 3808人    |
| 第57回        | 2017年（平成29年）6月24日 | 届けたい音楽がある。                                          | 75団体       | 3756人    |
| 第58回        | 2018年（平成30年）6月23日 | 関西テレビ放送開局60周年記念 音楽に恋してる。                 | 78団体       | 3782人    |
| 第59回        | 2023年（令和5年）6月24日  | カンテレ開局65周年記念 3000人の吹奏楽ファイナル               |              |           |

### チャリティー実績
3000人の吹奏楽の入場料収入は社会のために役立てられた。これまでのチャリティー実績は以下の通り。
| 回数・年                    | 実施内容                                                                                         |
| --------------------------- | ------------------------------------------------------------------------------------------------ |
| 第1回（昭和36年）           | 京阪神地区の福祉施設にテレビ8台を寄贈                                                            |
| 第2回（昭和37年）           | 京阪神地区の町内会・防犯協会・個人に防犯灯500台設置                                              |
| 第3回（昭和38年）           | 尼崎市の「ハエと蚊をなくす運動」に協力し、ヘリコプターによる薬剤散布・地域の希望者にも殺虫剤寄贈 |
| 第4回（昭和39年）           | 薬剤散布、尼崎市西武庫公園に桜500本植樹                                                          |
| 第5回（昭和40年）           | 尼崎市西武庫公園・服部緑地公園に桜600本植樹                                                      |
| 第6回（昭和41年）           | 尼崎市西武庫公園・服部緑地公園に桜300本植樹と花壇付日時計を設置                                  |
| 第7回（昭和42年）           | 尼崎市西武庫公園・服部緑地公園に桜500本植樹                                                      |
| 第8回（昭和43年）           | 尼崎市西武庫公園・服部緑地公園に殺虫剤寄贈                                                       |
| 第9 - 10回（昭和44 - 45年） | 万国博覧会開催参加費用に充当                                                                     |
| 第11回（昭和46年）          | 吹奏楽団55団体に電子メトロノーム寄贈、大阪府警にパトカー1台寄贈                                  |
| 第12回（昭和47年）          | 「緑のチャリティ」として近畿地区の小中学校に植樹                                                 |
| 第34回（平成6年）           | この年まで「緑のチャリティ」学校緑化運動で合計約700校・約3万本の植樹を実施                       |
| 第35 - 36回（平成7 - 8年）  | 阪神・淡路大震災の義援金として日本赤十字社に寄付                                                 |
| 第37回 - （平成9年 - ）     | 日本ユニセフ協会に寄付                                                                           |